# 生态省
生态省，是以省（自治区、直辖市）为单位开展生态环境保护的制度选择，是扭转“点上治理、面上破坏、整体恶化”趋势的战略思路，是为解决生态环境的整体性与行政管理条块分割的矛盾，实施可持续发展而提出来的政策安排。
1983年，于光远提出“把青海省建设为生态省”。1997年底至1998年初，九三学社颜家安、颜敏撰文提出建设海南生态省。1999年初，海南省二届人大二次会议作出了《关于建设生态省的决定》，并得到国家环境保护总局的批准。至今已有海南、吉林、黑龙江、福建、浙江、江苏、山东、安徽、河北、广西、四川、辽宁、天津、山西14个省区市开展了生态省建设。